# Бирден (Оклахома)
Бирден (енгл. Bearden) град је у америчкој савезној држави Оклахома.

## Демографија
По попису из 2010. године број становника је 133, што је 7 (-5,0%) становника мање него 2000. године.
| Група             | 2000.       | 2010.       |
| Белци             | 123 (87,9%) | 108 (81,2%) |
| Афроамериканци    | 11 (7,9%)   | 5 (3,8%)    |
| Азијати           | 0 (0,0%)    | 0 (0,0%)    |
| Хиспаноамериканци | 1 (0,7%)    | 0 (0,0%)    |
| Укупно            | 140         | 133         |